# A mano limpia
A mano limpia es una telenovela colombiana producida por Cenpro Televisión para RCN Televisión. Está protagonizada por Claudio Cataño y Valentina Acosta y con la participación antagónica de Andrés Juan, Fernando Arévalo y Manuel Sarmiento.  
La telenovela se emitió originalmente en Colombia con su primera temporada el 22 de noviembre de 2010 y concluyó su segunda temporada el 10 de julio de 2013.

## Sinopsis
Manuel Guerra, conocido como ‘El león’, regresa a su barrio luego de pagar cinco años de cárcel por asesinar a una persona en una pelea clandestina y sale con el firme propósito de rehacer su vida y asegurarse de que su hermano menor, Vicente, no termine como él. Sin embargo, al regresar a su barrio, su hermano ya se ha hundido en las mismas peleas y se convierte en la mano derecha del Vikingo, el explotador que lo reclutó a él años atrás.
Manuel, en su afán de llevar a Vicente por el camino correcto, es incapaz de controlar las cosas y solo genera enfrentamientos y angustia a su alrededor. Por fortuna se encuentra con Silvia Pizarro, una estudiante de psicología de una prestigiosa universidad, quien en contra de su voluntad y junto con su amiga Luisa ha sido enviada a realizar sus prácticas al colegio donde estudia Vicente. Ella, sin saberlo, se convierte en la posibilidad de unir esfuerzos en una tarea común: alejar a los muchachos de la violencia, sacarlos de las calles y ayudarles a encontrar un futuro mejor.
Aunque el primer encuentro lleva a Silvia a creer que Manuel es un tipo peligroso y el responsable de que los muchachos anden en las peleas clandestinas, pronto se da cuenta de su equivocación y de que les une el mismo objetivo. Para ella esto es el comienzo de un largo camino que le llevará a encontrarse con su verdadera vocación, un cambio que la enfrentará a su familia, a su novio Juan Antonio, y especialmente al temperamento volátil y el estigma de ex-presidiario de Manuel, quien vive el rechazo de sus vecinos.
En contra de todas las predicciones y usando una vieja casa abandonada, Manuel y Silvia crean el gimnasio "A Mano limpia", que logra reunir a los muchachos para practicar boxeo legal y de paso se convierte en el lugar de encuentro al que los jóvenes llevan todos sus problemas e inquietudes.

## Curiosidades
- La serie tuvo dos temporadas; sin embargo originalmente se tenía previsto que Claudio Cataño continuara para la segunda parte, pero la negociación fracasó,[2] y por ello el personaje fallece al finalizar la primera temporada y se da paso a la segunda temporada con un nuevo protagonista, que es Rubén (interpretado por Mario Duarte); pero tres años después, en una retransmisión de la serie por RCN Televisión, el 9 de febrero de 2016 se da a conocer el final original de la primera temporada; en el cual Manuel sobrevive al incendio.[3]

## Elenco

### Personajes Principales
| Actor            | Personaje                              | Observación                                                                      |
| ---------------- | -------------------------------------- | -------------------------------------------------------------------------------- |
| Claudio Cataño   | Manuel "El León" Guerra Asturias       | Protagonista T1.                                                                 |
| Valentina Acosta | Silvia Alejandra Pizarro Nieto         | Psicóloga y Mejor amiga de Luisa.                                                |
| Mario Duarte     | Rubén Dagoberto Montero                | Protagonista T2. Padre de Amanda y exguerrillero                                 |
| Variel Sánchez   | Vicente Guerra Asturias                | Hermano de Manuel y Margarita                                                    |
| Sebastián Vega   | Carlos Mauricio "El Baby" Arenas Pérez | Mejor amigo de Vicente                                                           |
| Julieth Restrepo | Luisa Fernanda Márquez                 | Mejor amiga de Silvia                                                            |
| Andrés Juan      | Juan Antonio Berger                    | Antagonista T1. En la segunda temporada sólo apareció en los primeros episodios. |
| Fernando Arévalo | Álvaro Araque                          | Antagonista. Padre de Belisario y ex tendero del barrio                          |
| Manuel Sarmiento | Milton "Vikingo" Mozo (†)              | Antagonista T1. Asesinado al principio de la Segunda Temporada                   |
| Zulma Rey        | Jennifer Patricia Guiza                | Novia de El Baby (Temporada 1) Exnovia de El Baby (Temporada 2)                  |

### Personajes Secundarios
Orden alfabético
| Actor                   | Personaje                             | Observación                                                | Temporada         |
| ----------------------- | ------------------------------------- | ---------------------------------------------------------- | ----------------- |
| Alberto Barrero         | Roberto Duque Rueda                   | Socio de Arturo                                            | 1                 |
| Alejandra Miranda       | Doña Carmela Asturias de Guerra       | Madre de Manuel, Vicente y Margarita                       | 1 - 2             |
| Álvaro Bayona           | Pedro "Lennon" Durán                  | Padre de Tania                                             | 1 - 2             |
| Ana María Aguilera      | Lina Arboleda Arciniegas              | Exnovia de Vicente                                         | 1                 |
| Ana María Kamper        | Lorenza Estela Nieto Viuda de Pizarro | Madre de Silvia                                            | 1 - 2             |
| Ana María Sánchez       | Esperanza Pérez de Arenas             | Madre de El Baby                                           | 1 - 2             |
| Argemiro Castiblanco    | Don Alirio Martínez                   | Papá de Mario                                              | 1 - 2             |
| Biassini Segura         | René                                  | Compañero de Belisario en la cárcel                        | 1                 |
| Carlos Congote          | Don Jacobo                            | Ex Socio de Americo                                        | 2                 |
| Carlos Hurtado          | Comandante José                       | Jefe guerrillero de Tania y Chucho                         | 2                 |
| Carlos Vergara Montiel  | Enrique "Kike" Otero                  | Entrenador de El Baby                                      | 2                 |
| Carlos Kajú             | Milton Puente                         | Boxeador Principiante                                      | 2                 |
| Daniel Calderón         | Marcos "Disco Duro"                   | Amigo de Ángela                                            | 1                 |
| Diego Peláez            | Belisario "El Grillo" Araque Durán    | Hijo de Don Álvaro                                         | 1 - 2             |
| Diego Vélez             | Concejal Eliceo Rubiano               | Político y cómplice de Americo                             | 1 - 2             |
| Diego León Ospina       | —                                     | Empleado de Deportes Pizarro                               | 1                 |
| Eileen Moreno           | María                                 | Amiga de Jennifer                                          | 1                 |
| Elkin Díaz              | Pastor Eugenio Jiménez                | Padre de Ángela                                            | 1 - 2             |
| Enrique Poveda          | Rodrigo                               | Papá de Viviana                                            | 1-2               |
| Estefanía Godoy         | Martina "Estrella" Figueroa           | Novia de Belisario                                         | 2                 |
| Estefanía Piñeres       | Sandra                                | —                                                          | 1 - 2             |
| Felipe Calero           | Jesús "Chucho" Hurtado                | Trabajador Social Correccional y Novio de Tania.           | 2                 |
| Felipe Correa           | Albornoz                              | Amigo fascista de "El grillo"                              | 1                 |
| Felipe Estupiñán        | Richard Giraldo                       | Amigo de El Baby y Exnovio de Amanda                       | 1 - 2             |
| Fernando Peñuela (†)    | Don Venancio                          | Contratado por Don Álvaro para proteger la casa abandonada | 1                 |
| Gastón Velandia         | Armando                               | Organizador del campeonato                                 | 1                 |
| Gloria Gómez            | Doña Lucy Guiza                       | Abuela de Jennifer                                         | 1 - 2             |
| Herbert King (†)        | Américo Bermúdez                      | Empresario deportivo                                       | 2                 |
| Inés Prieto             | Doña Marina de Monsalve               | Dueña del Inquilinato                                      | 1 - 2             |
| Isabel Chacón           | María Cristina                        | Mejor amiga de Jennifer                                    | 1 - 2             |
| Jairo Camargo           | Argemiro Arenas                       | Papá de El Baby                                            | 1                 |
| Javier Botero           | Wilmer Giraldo                        | Hermano de Ana Lucía                                       | 1                 |
| Juan Alejandro Gaviria  | Nicolás "El Mico" Fritzenwalden       | Sicario                                                    | 2                 |
| Juan Pablo Barragán     | Mario Martínez                        | Amigo de El Baby                                           | 1 - 2             |
| Julio César Herrera     | Antonio "Don Tony"                    | Director Agencia Modelos                                   | 1                 |
| Julio Pachón            | —                                     | Abogado de Don Álvaro                                      | 1                 |
| Juvenal Camacho         | Eliseo Sánchez                        | Amigo fascista de "El grillo"                              | 1                 |
| Kepa Amuchastegui       | Arturo Pizarro (†)                    | Papá de Silvia                                             | 1                 |
| Kiko Rubiano            | William "El Cuñi" Calderón            | Cómplice de El Vikingo                                     | 1 - 2 (Principio) |
| Luis Fernando Múnera    | —                                     | Fiscal                                                     | 2                 |
| Luis Fernando Salas     | Víctor Mauricio Varela                | Proxeneta de Martina                                       | 2                 |
| Luz del Sol Neisa       | Ángela Jiménez                        | Novia de Vicente e Hija del Pastor                         | 1 - 2             |
| Luz Estrada             | Doña Diana                            | Mamá de Wilson                                             | 1                 |
| María Fernanda Martínez | Doña Teresa                           | Mamá de Richard                                            | 1 - 2             |
| Mauricio Figueroa       | Camilo                                | Director Agencia Reinsertados                              | 2                 |
| Melissa Bermúdez        | Margarita Guerra Asturias             | Hermana de Vicente y Manuel                                | 1 - 2             |
| Mónica Chávez           | Tania Durán Araque                    | Prima de Belisario                                         | 1 - 2             |
| Natalia Reyes           | Ana Lucía Giraldo                     | Mejor amiga de Tania                                       | 1                 |
| Nelson Camayo           | Elkin Bogotá                          | Abogado del Barrio y Ex empleado de Don Álvaro             | 1 - 2             |
| Néstor Alfonso Rojas    | —                                     | Brujo                                                      | 1                 |
| Nicolás Rincón          | Rodolfo                               | Hermano de Diana.                                          | 1                 |
| Orlando Lamboglia       | Fabio Velásquez                       | Amigo y abogado de Juan Antonio                            | 1 - 2 (Principio) |
| Orlando Valenzuela      | Fernando Anzola                       | Exnovio de Luisa                                           | 1 - 2             |
| Omar Murillo            | Marlon Porras                         | Entrenador deportivo                                       | 1                 |
| Patricia Tamayo         | Aura María "Mona" Araque de Durán     | Madre de Tania                                             | 1 - 2             |
| Pedro Mogollón          | Efraín                                | Profesor de Silvia y Luisa                                 | 1                 |
| Pedro Roda              | Abelardo Cano                         | Director Correccional                                      | 2                 |
| Ricardo Herrera         | Darío                                 | Mejor amigo de Juan Antonio                                | 1                 |
| Rosemary Bohórquez      | Mónica Guiza                          | Madre de Jennifer                                          | 1 - 2             |
| Sandra Mónica Cubillos  | Doña Cecilia                          | Madre de Viviana y Esposa de Rodrigo                       | 1 - 2             |
| Santiago Bejarano       | Nicolás                               | Jefe de Juan Antonio                                       | 1                 |
| Santiago Soto           | Jorge                                 | Jefe de Silvia                                             | 2                 |
| Sebastián Eslava        | Marcelo                               | Amigo de Lina                                              | 1                 |
| Silvia de Dios          | Lucrecia Arciniegas                   | Mamá de Lina                                               | 1                 |
| Susana Rojas            | Beatriz Valencia                      | Secretaria de Americo                                      | 2                 |
| Viviana Pulido          | Amanda Montero                        | Hija de Rubén y Mejor amiga de Margarita                   | 2                 |
| Ximena Rodríguez        | Viviana                               | Mejor amiga de Jennifer                                    | 1 - 2             |

### Invitados especiales
| Personaje           | Ocupación         | Temp |
| ------------------- | ----------------- | ---- |
| Miguel "Happy Lora" | Boxeador retirado | 2    |

## Episodios
| Temporada | Temporada | Emisión original        | Emisión original     |
| Temporada | Temporada | Primera emisión         | Última emisión       |
| --------- | --------- | ----------------------- | -------------------- |
| 1         | 141       | 22 de noviembre de 2010 | 30 de agosto de 2011 |
| 2         | 96        | 10 de diciembre de 2012 | 10 de julio de 2013  |

## Premios y nominaciones
| Premios y fecha de ceremonia                        | Categoría                                      | Nominado(s)      | Resultado |
| --------------------------------------------------- | ---------------------------------------------- | ---------------- | --------- |
| Premios TVyNovelas (Colombia) (XX edición) 2011     | Mejor telenovela                               | Mejor telenovela | Nominada  |
| Premios TVyNovelas (Colombia) (XX edición) 2011     | Mejor actriz protagónica de telenovela         | Valentina Acosta | Nominada  |
| Premios TVyNovelas (Colombia) (XX edición) 2011     | Mejor actor protagónico de telenovela          | Claudio Cataño   | Nominado  |
| Premios TVyNovelas (Colombia) (XX edición) 2011     | Mejor actor antagónico de telenovela           | Andrés Juan      | Nominado  |
| Premios TVyNovelas (Colombia) (XX edición) 2011     | Mejor actriz de reparto de telenovela          | Julieth Restrepo | Ganadora  |
| Premios TVyNovelas (Colombia) (XX edición) 2011     | Mejor Revelación                               | Sebastián Vega   | Nominado  |
| Premios India Catalina (XXVIII edición) 2012        |                                                |                  |           |
| Mejor serie                                         | Mejor serie                                    | Nominada         |           |
| Mejor actriz protagónica de serie                   | Valentina Acosta                               | Nominada         |           |
| Mejor actor antagónico de telenovela o serie        | Andrés Juan                                    | Nominado         |           |
| Mejor actriz de reparto de serie                    | Sebastián Vega                                 | Nominado         |           |
| Mejor actriz de reparto de serie                    | Variel Sánchez                                 | Nominado         |           |
| Mejor actriz/actor revelación de telenovela o serie | Zulma Rey                                      | Nominada         |           |
| Mejor director de serie                             | Luis Orjuela, Rocío Cruz, Mónica Cifuentes     | Nominados        |           |
| Mejor historia y libreto original de serie          | Diego Vivanco, Andrés Guevara, Julio Contreras | Nominados        |           |
| Mejor banda sonora de serie                         | Constantino Núñez (vocalista de Cinemacinco)   | Nominado         |           |
| Mejor edición de serie                              | Marcela Vásquez                                | Nominada         |           |
| Mejor arte de serie                                 | Andrés Vargas                                  | Nominado         |           |
| Mejor fotografía de telenovela o serie              | Alirio Farfán                                  | Nominado         |           |